# روبرت فرانك
روبرت فرانك (بالألمانية: Robert Frank)‏ سويسري ورائد في مجال التصوير الفوتوغرافي من مواليد 9 نوفمبر 1924 في زيوريخ

## روابط خارجية
- روبرت فرانك على موقع IMDb (الإنجليزية)
- روبرت فرانك على موقع الموسوعة البريطانية (الإنجليزية)
- روبرت فرانك على موقع مونزينجر (الألمانية)
- روبرت فرانك على موقع ألو سيني (الفرنسية)
- روبرت فرانك على موقع ميوزك برينز (الإنجليزية)
- روبرت فرانك على موقع أول موفي (الإنجليزية)
- روبرت فرانك على موقع قاعدة بيانات الأفلام السويدية (السويدية)
- روبرت فرانك على موقع قاعدة بيانات الفيلم (الإنجليزية)
- روبرت فرانك على موقع كينوبويسك (الروسية)